# Antony Nugroho
Antony Putro Nugroho (sinh ngày 25 tháng 2 năm 1994) là một cầu thủ bóng đá người Indonesia hiện tại thi đấu ở vị trí tiền đạo cho PSMS Medan ở Liga 1.

## Sự nghiệp câu lạc bộ
Ngày 21 tháng 12 năm 2015, Antony ký hợp đồng với Barito Putera để thi đấu tại Indonesia Super League 2015. Anh có màn ra mắt ngày 4 tháng 4 năm 2015 đá chính, kết thúc với chiến thắng 2–0 trước Persela Lamongan.
Ngày 1 tháng 9 năm 2016, Antony gia nhập Bhayangkara F.C.. Năm 2018, Antony gia nhập PSMS Medan và tham dự Liga 1 2018.

## Danh hiệu

### Câu lạc bộ
Bhayangkara
- Liga 1: 2017